# Alastengah
Alastengah is een bestuurslaag in het regentschap Probolinggo van de provincie Oost-Java, Indonesië. Alastengah telt 2368 inwoners (volkstelling 2010).